# Tineke Reijnders
Tineke Reijnders (Franeker, 6 april 1941 - Landsmeer, 23 maart 2022) was kunsthistoricus en onderzoeker. Ze studeerde Franse taal- en letterkunde en kunstgeschiedenis van de moderne tijd aan de Vrije Universiteit Amsterdam. Reijnders publiceerde over hedendaagse beeldende kunst, met een speciale belangstelling voor kunstenaarsinitiatieven.  Samen met Corinne Groot was Reijnders curator van de In-Out Center Archives, verbonden aan het eerste onafhankelijke kunstenaarsinitiatief van Nederland (het In-Out-Center: 1972-1974). 
Ze was commissielid van de AICA, de Internationale Vereniging van Kunstcritici.  Reijnders was regelmatig verbonden aan kunstinstellingen, zoals het Sandberg Instituut, waar ze een tijd begeleider was. Ze was betrokken bij verschillende internationale tentoonstellingen, waaronder The Perfect Kiss, een James Lee Byars retrospectieve in het M HKA te Antwerpen.

## Publicaties

### Artikelen (selectie)
Reijnders was van 1991 tot 1993 redacteur van het Kunst & Museumjournaal. Haar teksten verschenen in een groot aantal vakbladen, waaronder Metropolis M, De Groene Amsterdammer, De Witte Raaf, en Ons Erfdeel.
- Het strikje van René Daniëls. Metropolis M. 2018. [4]
- Robert Filliou in Antwerpen. The secret of permanent creation. De Witte Raaf. 2017.

- Museumeducatie in Nederland. Luisteren naar de Victory Boogie Woogie. Antje von Graevenitz en Tineke Reijnders. De Groene Amsterdammer. 2015. [5]
- Bezuinigingen op kunstonderwijs. Een groene driehoek op je buik. Antje von Graevenitz en Tineke Reijnders. De Groene Amsterdammer. 2013.
- De atleet die het landschap voorbij doet rollen. Over kunstenaar Guido Van der Werve. Ons Erfdeel. 2013.
- Met hamer en lef. De Groene Amsterdammer. 2012.

- Het primaat van de solitaire figuur. Beeldend werk van Sandra Derks. Ons Erfdeel. 2009.
- De spiegel stilhouden. Marijke van Warmerdam. Ons Erfdeel. 2009.
- Kunsten. Ons Erfdeel. 2008.
- Wees welkom, kunstenaar van overal. Hoe buitenlanders de Nederlandse kunst nieuw leven inblazen. Ons Erfdeel. 2008.
- Op stap met Hermes. Lonnie van Brummelen. Ons Erfdeel. 2007.
- De toekomst tonen. ‘Non-genrekunstenaar’ Gerald Van Der Kaap. Ons Erfdeel. 2004.

### Boeken
Reijnders werkte onder andere mee aan de Beeldengids Nederland (1994). 